# 惠太后
惠太后（377年—440年），竇氏，為北魏世祖的乳母。

## 生平
竇氏最初是以罪犯的身分，與兩個女兒一同入宮為婢。由於品行良好又知進退，因此為北魏太祖命為庶出长子拓跋焘的乳母。
據史載，竇氏性情仁慈，對拓跋焘視如己出、善加教養，使得拓跋焘對其奉養至孝猶如親生母子。之後拓跋焘即位為北魏世祖，竇氏被尊為保太后，不久改封皇太后。竇氏得到尊封後，依然保持過去的仁善，並未因成為太后而自傲，竇太后治理後宮相當得宜，又好揚人之善，隱人之過，使得竇氏甚有美譽。
世祖出征涼州時，蠕蠕的吳提趁虛來犯，宮中奉竇太后之命將其擊退。太平真君元年（440年），竇太后過世，享壽63歲，諡號惠，葬於崞山。
竇太后的葬地是奉竇氏生前的旨意所決定的。竇太后曾登上崞山，向近侍說道：「我養育世祖，敬神而愛人，若死後靈魂尚存，應當不會淪為鬼怪。但先朝體制中本來就沒有我的位子，因此在我死後更不可以違背禮制地建造園陵。至於這座山，則能夠用以葬我。」因此竇太后葬於崞山，並立寢廟於崞山，建碑頌德。